# Kråkstad Station
Kråkstad Station (Kråkstad stasjon) er en norsk jernbanestation på Indre Østfoldbanen (Østfoldbanens østre linje) i Ski. Stationen ligger 92,8 m.o.h., 30,1 km fra Oslo S. Stationen har to krydsningsspor med perroner og et sidespor. Den er stoppested på NSB's linje Rakkestad/Mysen-Skøyen.
Stationen åbnede sammen med banen 24. november 1882. Oprindeligt hed den Kraakstad, men den skiftede navn til Kråkstad i april 1921. Stationsbygningen blev opført til åbningen i 1882 efter tegninger af Balthazar Lange.